# Calumet, Oklahoma
Calumet är en kommun (town) i Canadian County i Oklahoma i Oklahoma Citys storstadsområde. Vid 2010 års folkräkning hade Calumet 507 invånare.